# Beatriz Gascó Enríquez
Beatriz Gascó Enríquez (Castellón, 21 de diciembre de 1978) es una política española del Partido Popular de la Comunidad Valenciana diputada en las Cortes Valencianas.

## Biografía
Es hija de Antonio José Gascó Sidro, cronista oficial de Castellón y crítico de arte. Es licenciada en Humanidades por la Universidad Jaume I y ha realizado varios cursos de aptitudes pedagógicas.
En 2003 trabajó en el diario Levante-EMV y de febrero a agosto de 2015 fue redactora del diario digital Heraldo.es. Siendo Militante del PPCV, de 2008 a 2012 fue vicesecretaria de Relaciones Institucionales y vocal del comité ejecutivo provincial de Castellón. Desde 2012 es coordinadora y secretaria ejecutiva regional de educación del PPCV.
 
De 2006 a 2007 fue coordinadora del área de educación en el gabinete de prensa de la consejería de Educación de la Generalidad Valenciana. En las elecciones municipales de 2007 y 2011 fue nombrada concejala de Igualdad de oportunidades, turismo y educación del ayuntamiento de Castellón. De 2011 a 2012 fue Directora General de Educación y Calidad Educativa y de 2012 a 2015 Directora General de Innovación, Ordenación y Política Lingüística de la Generalidad Valenciana.En las elecciones a las cortes valencianas de 2015 fue elegida diputada en las cortes valencianas actualmente es portavoz de educación del Partido Popular y reelegida en las de 2019.